# Inongo
Inongo es un territorio y la capital de la provincia de Mai-Ndombe en la República Democrática del Congo. Es la principal localidad situada a orillas del lago Mai-Ndombe. 

## Historia
Fue uno de los principales centros de explotación de caucho en el Estado Libre del Congo en cuanto elemento de los dominios personales del rey Leopoldo II de Bélgica. Alphonse Jacques, conocido luego como Alphonse Jacques de Dixmude dirigió su recolección entre 1895 y 1898, durante su segunda estadía en la región.

## Población
En 2009 registró una población de 45.159 habitantes.

## Sectores
Inongo se divide en tres sectores. El primero, Basengele, comprende a su vez las localidades de Mbelo, Mpenge, Ngongo et Bokote. Al de Bolia corresponden a su vez los de Mbeke, Lukanga, Nkita y Bokwala.
Y al sector de Inongo lo componen las localidades de Ntombanzale, Ibenga e Iyambe.